# Canoeing tại Đại hội Thể thao Đông Nam Á 2015
Canoeing tại Đại hội Thể thao Đông Nam Á năm 2015 được tổ chức tại Marina Channel, Singapore, từ ngày 6 đến ngày 9 tháng 6 năm 2015. Có tổng cộng 16 nội dung thi đấu bao gồm 9 nội dung dành cho nam và 7 nội dung dành cho nữ. Đoàn chủ nhà Singapore giành vị trí nhất toàn đoàn với 7 huy chương vàng.

## Quốc gia tham dự
Có tổng 109 vận động viên đến từ 8 quốc gia tham gia tranh tài môn canoeing tại SEA Games 28:
- Campuchia (2)
- Indonesia (19)
- Malaysia (17)
- Myanmar (19)
- Philippines (3)
- Singapore (19)
- Thái Lan (19)
- Việt Nam (11)

## Lịch trình thi đấu
Dưới đây là lịch trình thi đấu của môn canoeing:
| F | Chung kết |

| Nội dung↓/Ngày→ | 6/6 | 7/6 | 8/6 | 9/6 |
| --------------- | --- | --- | --- | --- |
| C-1 200 m nam   |     |     |     | F   |
| C-1 1000 m nam  | F   |     |     |     |
| C-2 200 m nam   |     |     |     | F   |
| C-2 1000 m nam  | F   |     |     |     |
| K-1 200 m nam   |     |     |     | F   |
| K-1 1000 m nam  | F   |     |     |     |
| K-2 200 m nam   |     |     |     | F   |
| K-2 1000 m nam  | F   |     |     |     |
| K-4 200 m nam   |     |     |     | F   |
| K-4 1000 m nam  | F   |     |     |     |
| C-1 200 m nữ    |     |     |     | F   |
| K-1 200 m nữ    |     |     |     | F   |
| K-1 500 m nữ    |     |     | F   |     |
| K-2 200 m nữ    |     |     |     | F   |
| K-2 500 m nữ    |     |     | F   |     |
| K-4 200 m nữ    |     |     |     | F   |
| K-4 500 m nữ    |     |     | F   |     |

## Tóm tắt kết quả

### Nữ
| Nội dung  | Vàng                                                                                           | Bạc                                                                                                  | Đồng                                                                                   |
| --------- | ---------------------------------------------------------------------------------------------- | --- | -------------------------------------------------------------------------------------- |
| C-1 200 m | Trương Thị Phương · Việt Nam                                                                   | Orasa Thiangkathok · Thái Lan                                                                        | Riska Andriyani · Indonesia                                                            |
|           |                                                                                                | |                                                                                        |
| K-1 200 m | Sarah Chen · Singapore                                                                         | Erni Sokoy · Indonesia                                                                               | Đỗ Thị Thanh Thảo · Việt Nam                                                           |
| K-1 500 m | Stephenie Chen · Singapore                                                                     | Erni Sokoy · Indonesia                                                                               | Vũ Thị Linh · Việt Nam                                                                 |
| K-2 200 m | Thái Lan · Woraporn Boonyuhong · Kanokpan Suansan                                              | Singapore · Stephenie Chen · Suzanne Seah                                                            | Việt Nam · Đỗ Thị Thanh Thảo · Vũ Thị Linh                                             |
| K-2 500 m | Singapore · Stephenie Chen · Suzanne Seah                                                      | Thái Lan · Woraporn Boonyuhong · Kanokpan Suansan                                                    | Indonesia · Masripah · Erni Sokoy                                                      |
| K-4 200 m | Thái Lan · Chayanin Sripadung · Porncharus Yamprasert · Kanokpan Suansan · Woraporn Boonyuhong | Singapore · Geraldine Lee · Soh Sze Ying · Annabelle Ng · Sarah Chen                                 | Indonesia · Erni Sokoy · Masripah · Riska Elpia Ramadani · Yunita Kadop                |
| K-4 500 m | Singapore · Geraldine Lee · Soh Sze Ying · Annabelle Ng · Sarah Chen                           | Thái Lan · Chayanin Sripadung · Porncharus Yamprasert · Thanyaluk Aoenthachai · Varipan Chocngamwong | Việt Nam · Nguyễn Thị Hải Yến · Đỗ Thị Thanh Thảo · Ma Thị Tuyết · Dương Thị Bích Loan |

## Bảng huy chương
| Hạng               | Đoàn               | Vàng | Bạc | Đồng | Tổng số |
| ------------------ | ------------------ | ---- | --- | ---- | ------- |
| 1                  | Singapore (SIN)    | 7    | 5   | 0    | 12      |
| 2                  | Thái Lan (THA)     | 4    | 6   | 1    | 11      |
| 3                  | Indonesia (INA)    | 3    | 4   | 6    | 13      |
| 4                  | Myanmar (MYA)      | 2    | 2   | 2    | 6       |
| 5                  | Việt Nam (VIE)     | 1    | 0   | 4    | 5       |
| 6                  | Philippines (PHI)  | 0    | 0   | 4    | 4       |
| Tổng số (6 đơn vị) | Tổng số (6 đơn vị) | 17   | 17  | 17   | 51      |